# Parnassius mnemosyne
Parnassius (Driopa) mnemosyne (Linnaeus, 1758), è un lepidottero diurno appartenente alla famiglia dei Papilionidi.
È una delle tre specie del genere Parnassius presenti in Italia.

## Etimologia
L'epiteto specifico deriva dalla dea greca Mnemosine, madre delle nove muse, mentre il nome, Parnassius, in latino significa proprio "delle muse" o "di Apollo".

## Descrizione

### Adulto
La farfalla è caratterizzata da un colore di fondo bianco con venature scure, da due macchie nere e dall'estremità delle ali anteriori senza scaglie; sulle ali posteriori, nella porzione d'ala più vicina all'addome dell'animale, vi sono delle sfumature di nero variabili, in base alle quali si distinguono diverse sottospecie della farfalla. 
La femmina si distingue dal maschio principalmente per le macchie gialle laterali presenti sull'addome della femmina e per le dimensioni maggiori. 

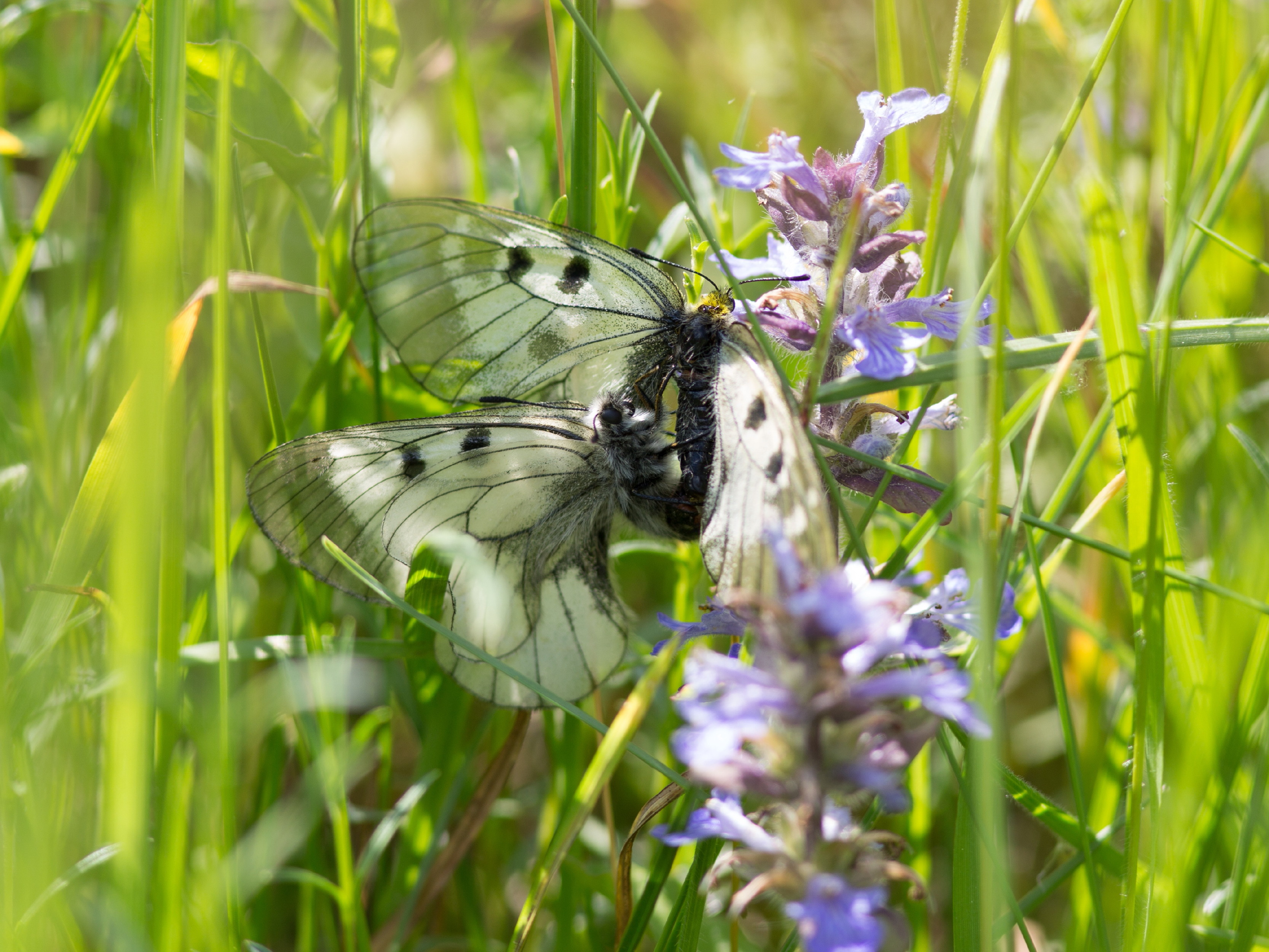
Accoppiamento

È morfologicamente simile a Parnassius apollo, la farfalla apollo, dalla quale si distingue agevolmente per l'assenza delle tipiche macchie rosse e per le dimensioni: Parnassius mnemosyne ha un'apertura alare di 45-60 mm, mentre l'Apollo l'ha di 50-80 mm. 

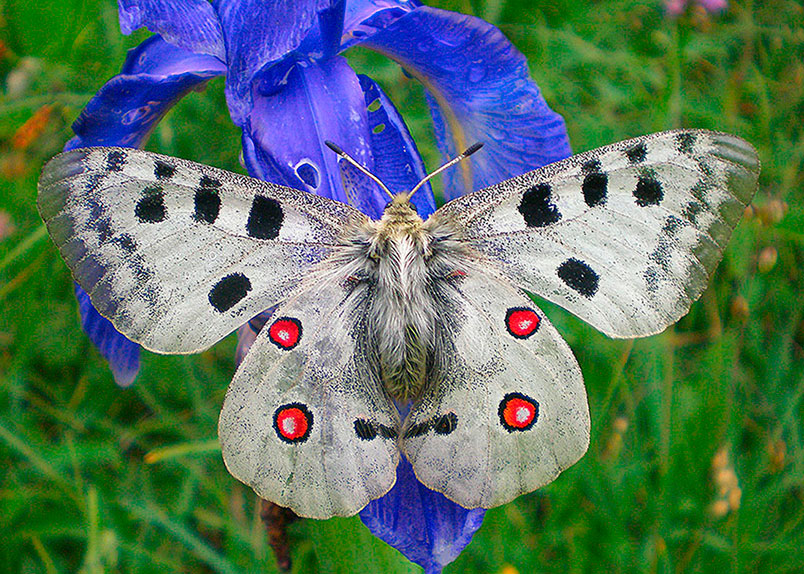
Parnassius apollo

La farfalla è anche confondibile, più che altro in volo o da chi è poco competente nell'ambito dei lepidotteri, con alcune specie della famiglia Pieridae, come per esempio il maschio di Pontia callidice, tipica delle Alpi: le specie sono distinguibili prima di tutto per le venature alari, molto più marcate in P. mnemosyne, oltre che per le dimensioni e le estremità alari. È molto simile anche la farfalla Aporia crataegi, distinguibile per l'assenza di macchie nere.

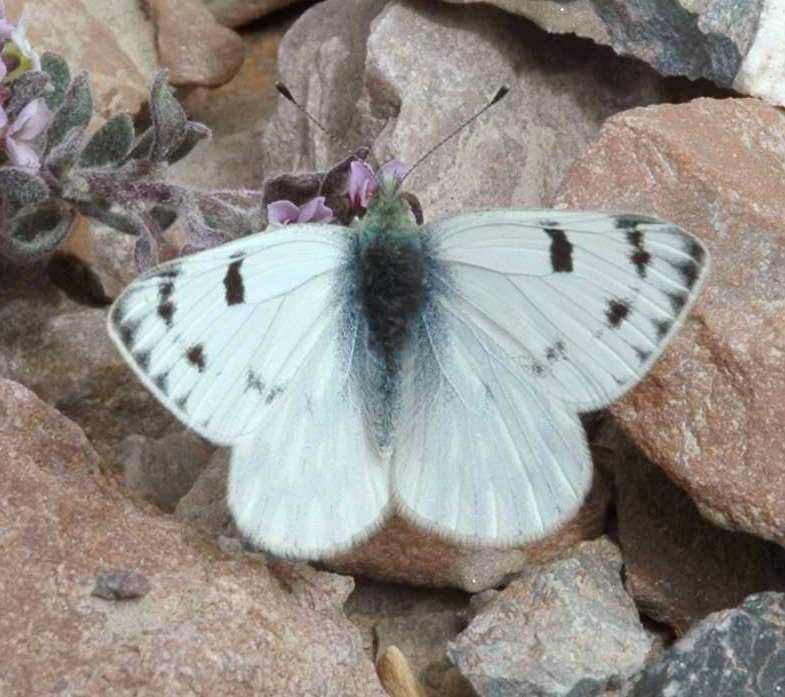
Pontia callidice maschio

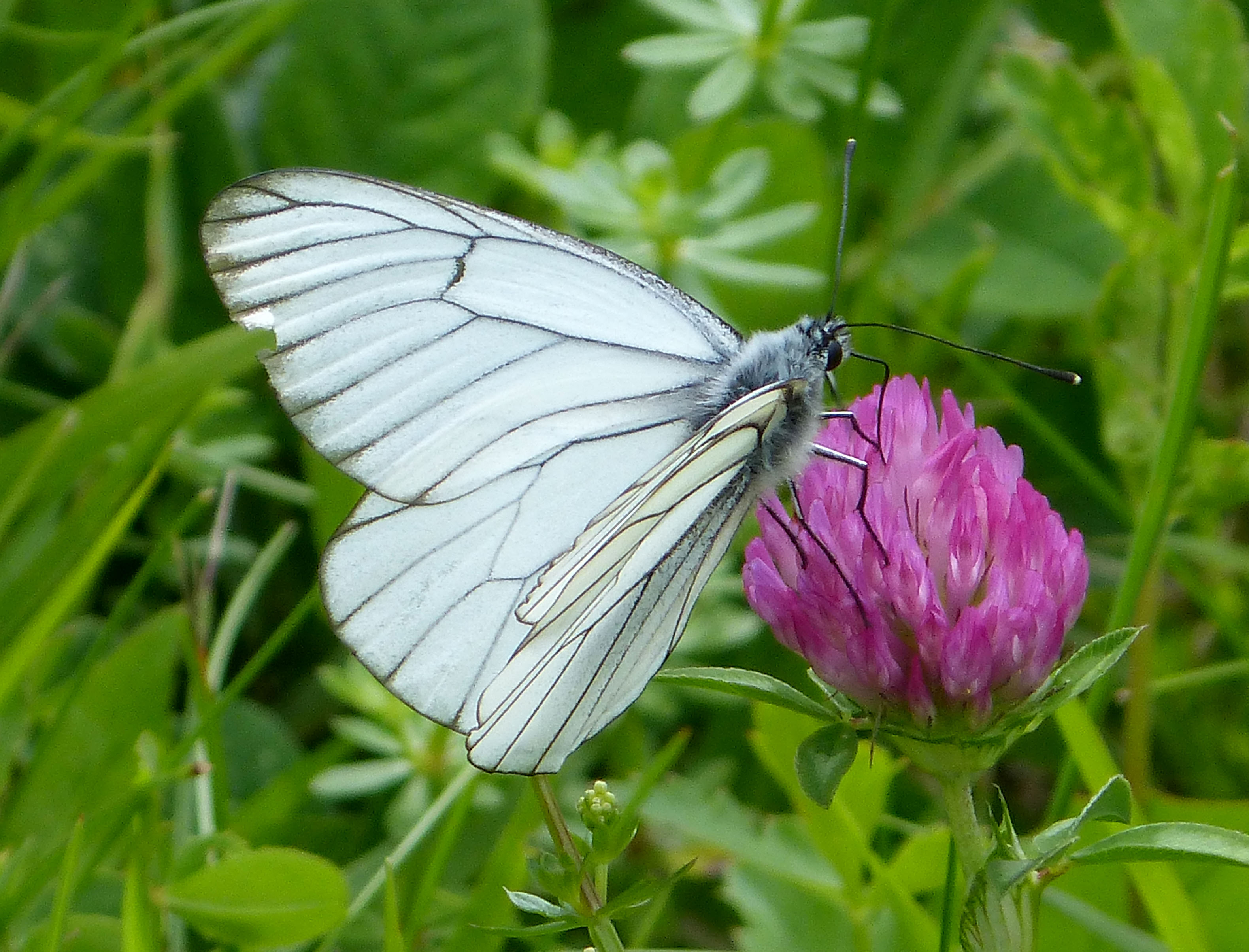
La simile Aporia crataegi

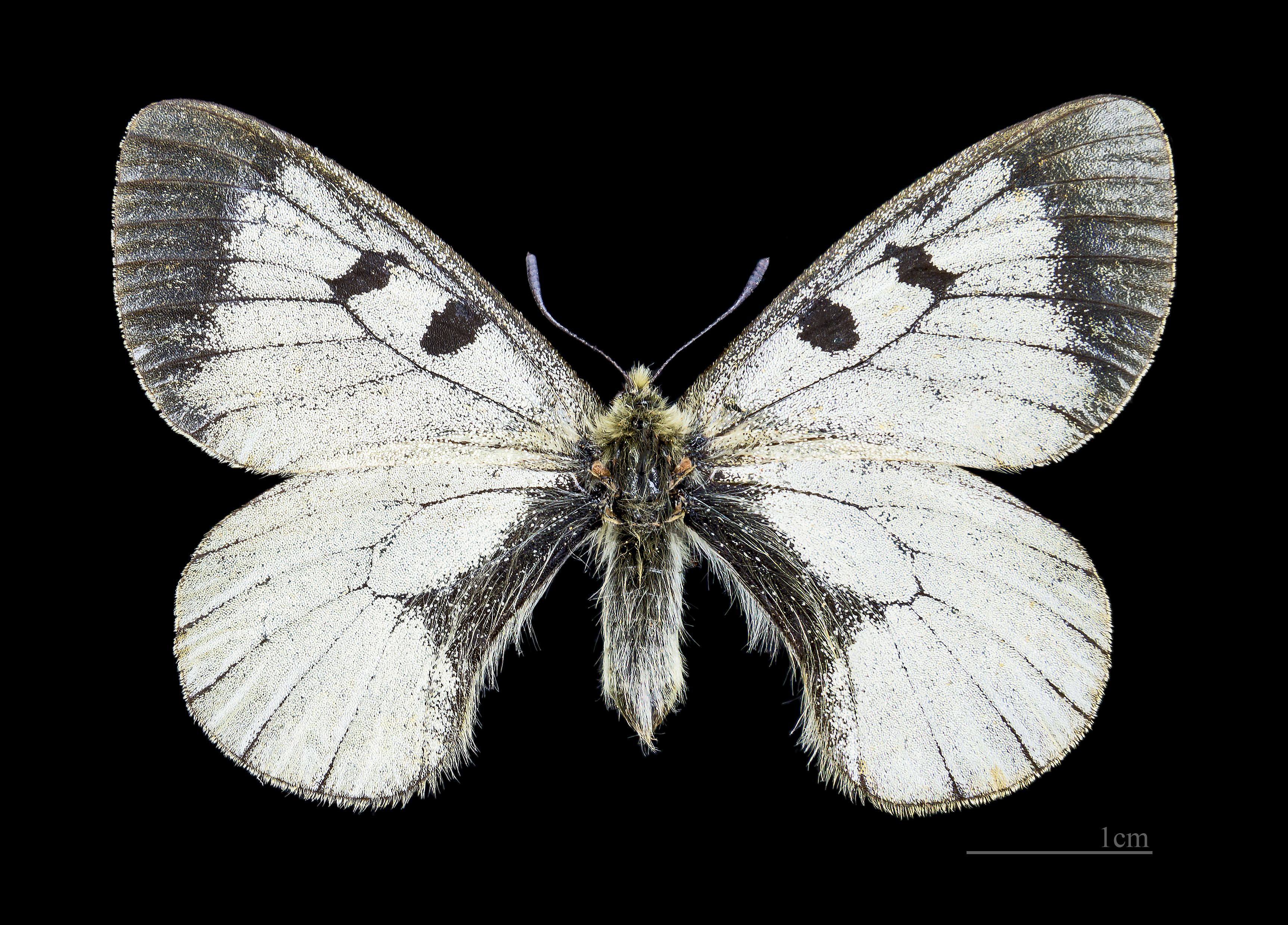
♂
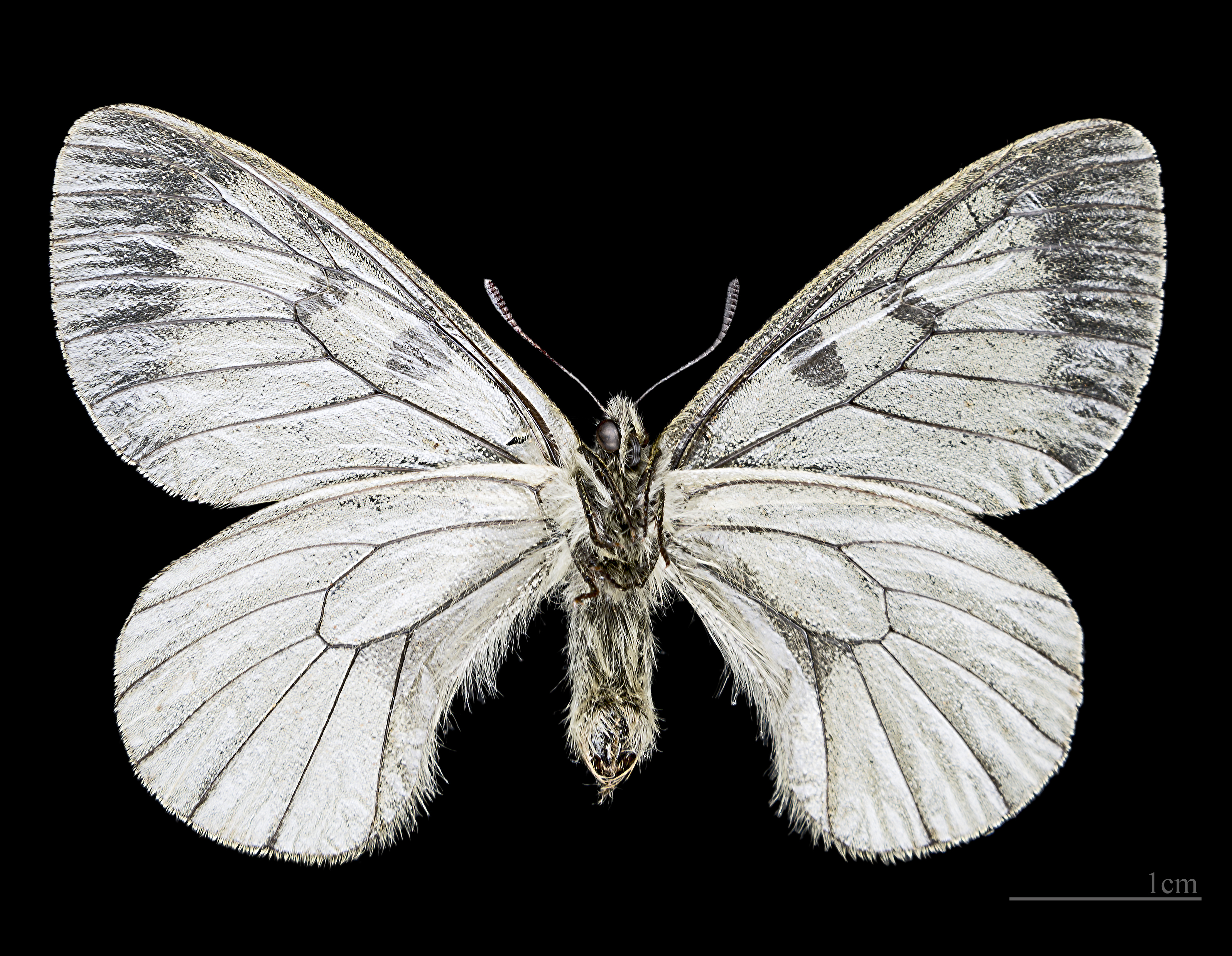
♂
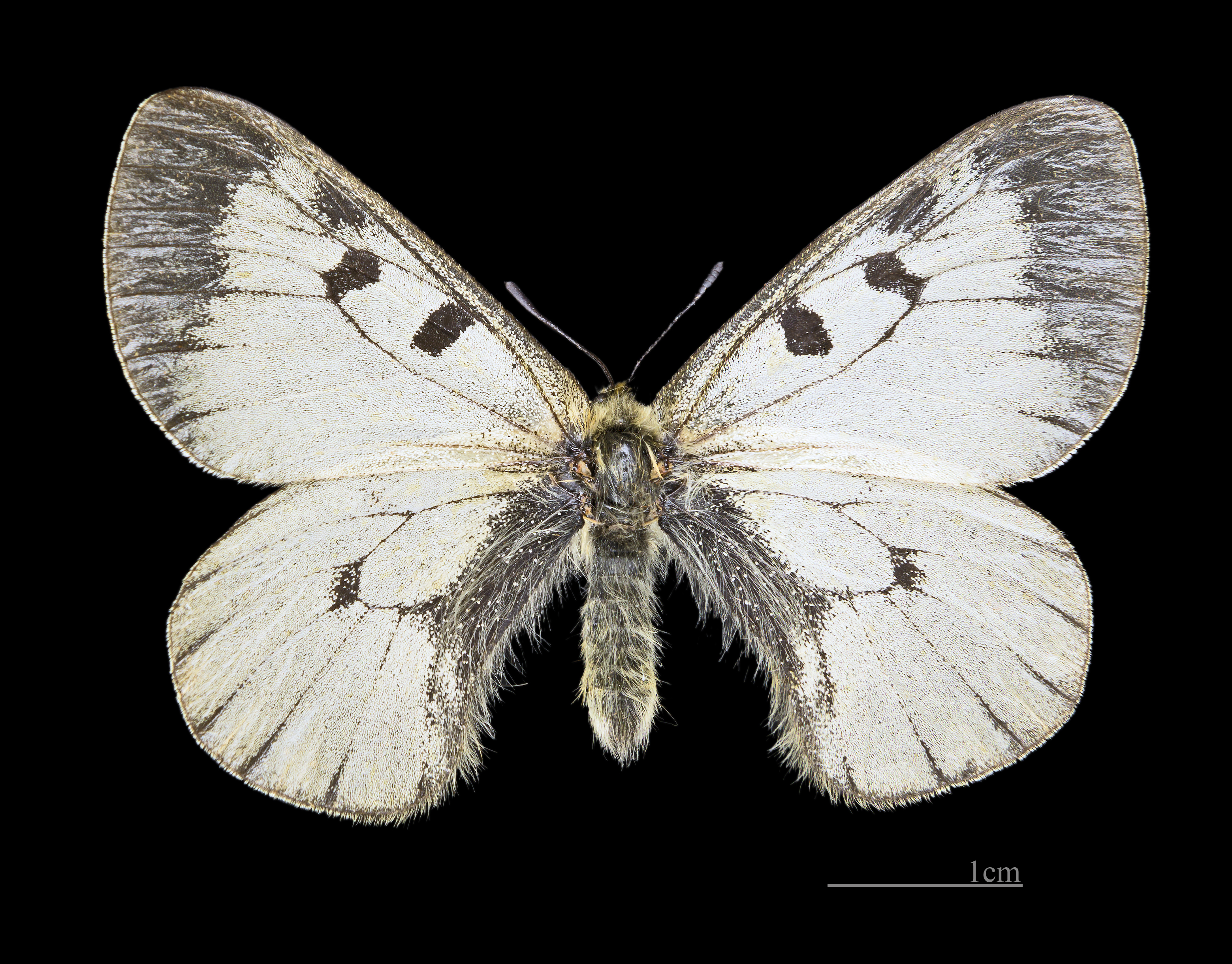
♀
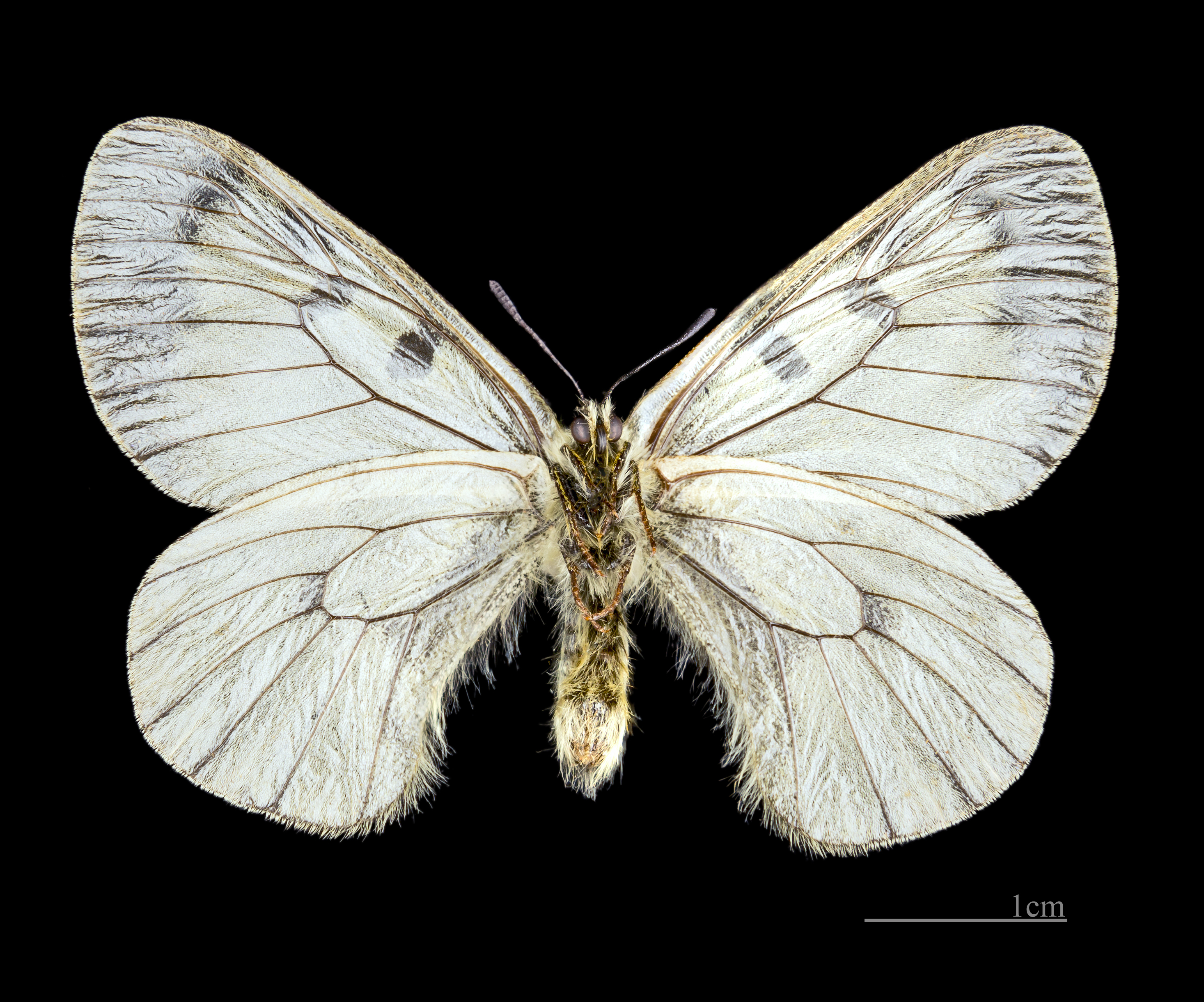
♀

### Uovo
Le uova biancastre vengono depositate in prossimità dei bulbi delle piante nutrici della larva, spesso su steli di altre piante morte o rocce, dato che le Corydalis sono piante annuali e quando le femmine di P. mnemosyne devono deporre non sono ancora germogliate. Il modo in cui la farfalla riesca a trovare i bulbi sotterrati non è ancora sicuro.

### Larva
La larva è nera a macchie gialle; sverna completamente formata all'interno o all'esterno dell'uovo. Si nutre solo nei giorni di sole, altrimenti è nascosto sotto foglie o sassi. 

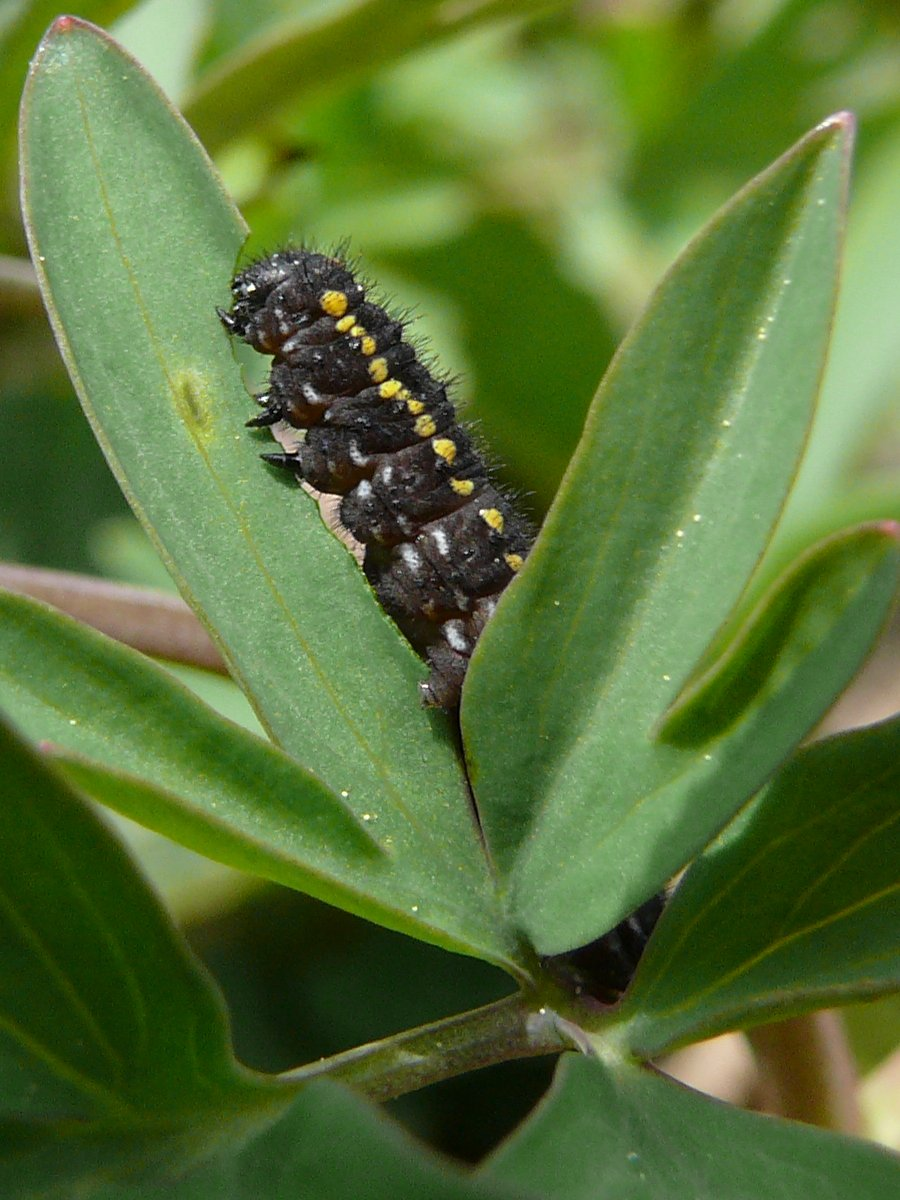
Bruco di Parnassius mnemosyne

### Pupa
La larva si impupa nel terreno, in un bozzolo di fili radi.

## Biologia
Si tratta una specie univoltina, la si può trovare da metà aprile a fine agosto, con variazioni a seconda della localizzazione.
La larva si ciba di piante del genere Corydalis e Fumaria in particolare C. solida, C. cava, C. intermedia. Le uova sono depositate solitamente in prossimità delle piante alimentari larvali, invece che direttamente su di esse, visto che le Corydalis sono bulbi perlopiù annuali e, quando le femmine di P. mnemosyne devono deporre le piante non sono ancora germogliate. Studi hanno dimostrato che, in presenza di due piante alimentari della larva, solo l'una o l'altra viene utilizzata.

Come nelle altre specie del loro genere (tax) i maschi di P. mnemosyne durante l'accoppiamento depositano dello sphragis nell'addome della femmina, in modo che essa non possa riprodursi con altri individui.

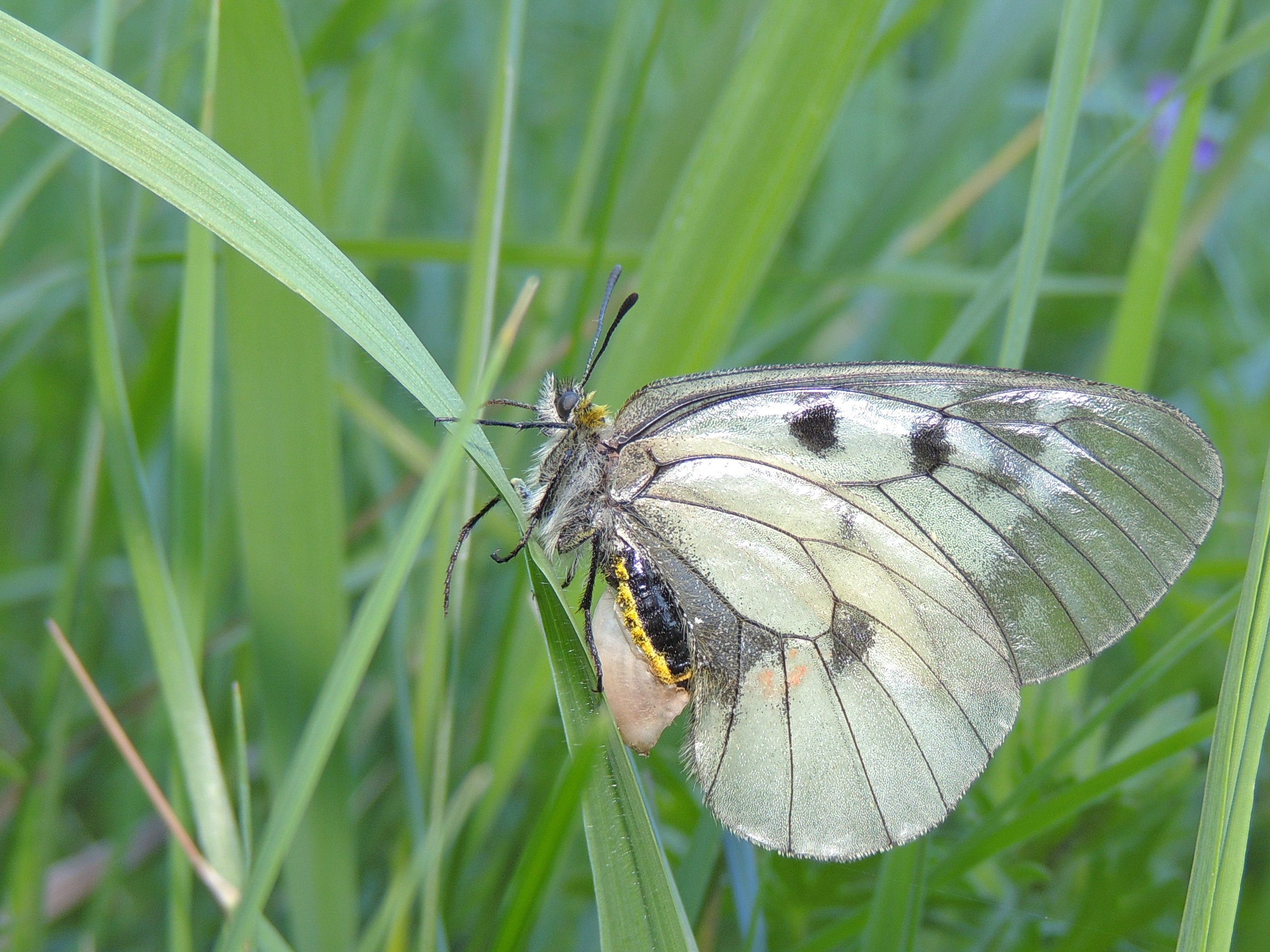
Visione laterale di una femmina, si notano le macchie gialle sull'addome e lo sphragis nell'estremità dell'addome

## Distribuzione e habitat
Parnassius mnemosyne è decisamente localizzata ma nei luoghi in cui si trova risulta relativamente comune; la si trova in vari ambienti: in radure umide, prati, luoghi cespugliosi, in prossimità di boschi, principalmente faggeti o pinete, ma anche, più raramente, in luoghi secchi, caldi e freddi, steppe, quasi sempre di montagna, fino ai 2300 m d'altitudine, anche se generalmente tra i 1000 e i 1700 m; talvolta nei luoghi a clima continentale freddo e nelle steppe la si può trovare anche al livello del mare. Secondo una ricerca IUCN si trova nei vari habitat con la seguente probabilità: nelle foreste decidue al 22%, nelle praterie alpine e subalpine col 19% delle probabilità, praterie mesofile 14%, praterie umide e alte 10%, boschi misti 8%, praterie calcaree secche e steppe 8%.
La farfalla ha un areale discontinuo, dovuto, come per tutte le specie del suo genere, all'isolamento in rifugi montani durante l'ultima era glaciale. Esso va dalla penisola balcanica all'Austria e la Baviera, i Carpazi, le Alpi, gli Appennini, la Sicilia settentrionale, i Pirenei, il Massiccio Centrale, alcune zone della Lettonia, della penisola scandinava e della Finlandia meridionale fino alla Turchia, il medio oriente, la Siberia e il Tien Shan.
Secondo un documento dello studio di uno scienziato Russo che riporta i dati sulle località settentrionali di Parnassius mnemosyne i limiti settentrionali della gamma di Parnassius mnemosyne sono determinati dalla distribuzione delle sue piante nutrizionali larvali piuttosto che dal clima e dall'altitudine. 

Per quanto riguarda l’Italia, è localmente diffusa: è presente soprattutto sulle Alpi, sull'Appennino centrale e in Sicilia, ma la ritroviamo anche sull’Aspromonte e in molte delle alture del resto dell'Appennino.

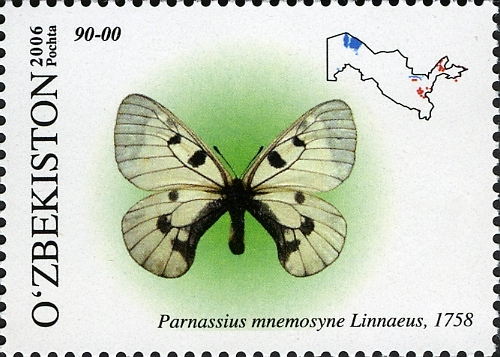
Francobollo uzbeko con la farfalla, 2006

## Conservazione
La specie, pur non essendo propriamente a rischio estinzione, è inclusa nell’Allegato IV della Direttiva Habitat della CEE (92/43/CEE) e nell’Appendice II della Convenzione per la conservazione della vita selvatica e dei suoi biotopi in Europa tra le specie di invertebrati protette. Secondo IUCN italiana si tratterebbe di una specie a rischio minimo (LC), mentre in quella inglese è inserito nella lista rossa ed è classificata come "Least concerned", ovvero "vicina alla minaccia" (NT). 
La maggiore minaccia per questa specie, già non molto diffusa, localizzata e con difficoltà di dispersione, è probabilmente l'aumento della temperatura dovuto al surriscaldamento globale, che potrebbe causare una diminuzione della popolazione della pianta nutrizionale larvale. Quest'ultima, essendo bulbo, è vittima anche dei cinghiali che se ne nutrono sempre in aumento.

## Curiosità
- In Inglese volgare la farfalla è chiamata "clouded apollo", ovvero "farfalla apollo nuvolosa"
- Nel 1992 l'entomologo Giovanni Sala ha chiamato una sottospecie della farfalla da lui scoperta P.m. guccinii, dedicandone il nome al famoso cantautore pavanese.
- Nel 1993 quest'ultimo ha chiamato il suo nuovo album come la farfalla, Parnassius guccinii

## Tassonomia
Le sottospecie del lepidottero sono un innumerevoli, solo in Italia ne sono presenti 29
- Parnassius mnemosyne adamellicus (Kunz, 1912), monte Adamello (Trentino-Alto Adige)
- Parnassius mnemosyne aldinae (Nardelli & Giandolfo, 1991), monti Nebrodi (Sicilia)
- Parnassius mnemosyne aquilensis (Bryk, 1912), Gran Sasso (Abruzzo)
- Parnassius mnemosyne ausonica (Bryk 1912), Sud Tirolo (Trentino-Alto Adige)
- Parnassius mnemosyne benacensis (Dürck, 1922), monte Baldo (Trentino-Alto Adige, Veneto)
- Parnassius mnemosyne calabrica (Turati, 1911), Aspromonte (Calabria)
- Parnassius mnemosyne comitis (Bryk, 1912), La Majella (Abruzzo)
- Parnassius mnemosyne constantinii (Turati, 1919), Appennino Modenese, Bolognese, Lucchese e Pistoiese (Emilia-Romagna, Toscana)
- Parnassius mnemosyne cosenzaensis (Eisner, 1978), La Sila (Calabria)
- Parnassius mnemosyne costarum (Bryk, 1922), Appennino Umbro-Marchigiano (Marche, Umbria)
- Parnassius mnemosyne cuneifer (Fruhstorfer, 1908), Ortles (Trentino-Alto Adige)
- Parnassius mnemosyne dinianus (Bryk & Eisner, 1930), Alpi Marittime (Piemonte)
- Parnassius mnemosyne esperi (Bryk, 1922), Alpi Cozie (Piemonte)
- Parnassius mnemosyne euaquilensis (Bryk & Eisner, 1932), monte Genzana (Abruzzo)
- Parnassius mnemosyne eucomitis (Bryk & Eisner, 1932), La Majella (Abruzzo)
- Parnassius mnemosyne fruhstorferi (Turati, 1909), Gran Sasso (Abruzzo)
- Parnassius mnemosyne gallicus (Fruhstorfer, 1907), Valle d'Aosta
- Parnassius mnemosyne guccinii (Sala & Bollino, 1992), Appennino Parmense (Emilia-Romagna)
- Parnassius mnemosyne lessinicus (Dannehl, 1933), monte Pasubio e Lessinia (Veneto)
- Parnassius mnemosyne nebrodensis (Turati, 1907), massiccio delle Madonie (Sicilia)
- Parnassius mnemosyne ophrinion (Fruhstorfer, 1917), Alpi Giulie (Friuli-Venezia Giulia)
- Parnassius mnemosyne romani (F. Bryk, 1922), Lazio
- Parnassius mnemosyne romanus (Garavaglia, 1940), Monte Terminillo (Lazio)
- Parnassius mnemosyne sbordonii (Eisner & Racheli, 1971), Basilicata, Campania
- Parnassius mnemosyne schawerdae (Bryk, 1922), Monti Sibillini (Marche e Umbria)
- Parnassius mnemosyne sulmonenesis (Dannehl, 1929), Abruzzo
- Parnassius mnemosyne symphorus (Fruhstorfer, 1903)
- Parnassius mnemosyne velinensis (Dannehl, 1929), Abruzzo
- Parnassius mnemosyne venetus (Wagner, 1910), Alpi Carniche (Veneto)

Segue la tassonomia delle altre sottospecie di Parnassius mnemosyne
- Parnassius mnemosyne adolphi, F. Bryk, 1911
- Parnassius mnemosyne anglardi, Eisner, 1967
- Parnassius mnemosyne akbesianus, Sheljuzhko, 1924
- Parnassius mnemosyne amanusicus, F. Bryk, 1931
- Parnassius mnemosyne angorae F. Bryk, 1931
- Parnassius mnemosyne apoldi Koch, 1940
- Parnassius mnemosyne argiope H Fruhstorfer, 1917
- Parnassius mnemosyne ariovistus Fruhstorfer, 1911
- Parnassius mnemosyne arollaensis Eisner, 1938
- Parnassius mnemosyne athene Stichel, 1906
- Parnassius mnemosyne atlanticus Opheim, 1949
- Parnassius mnemosyne balcanicus F Bryk & Eisner,1930
- Parnassius mnemosyne bang-haasi F Bryk, 1912
- Parnassius mnemosyne batava Fruhstorfe, 1921
- Parnassius mnemosyne bischoffi F Bryk & Eisner, 1930
- Parnassius mnemosyne bithyniae
- Parnassius mnemosyne bohemicus, Fruhstorfer, 1921
- Parnassius mnemosyne bohemien, F. Bryk, 1914
- Parnassius mnemosyne borussianus, Fruhstorfer, 1903
- Parnassius mnemosyne bosniacus, Rothschild, 1918
- Parnassius mnemosyne brigantinus, Bryk & Eisner
- Parnassius mnemosyne bucharanus, F. Bryk, 1912
- Parnassius mnemosyne bulgarica, Eisner, 1936
- Parnassius mnemosyne bureschi, F. Bryk, 1921
- Parnassius mnemosyne carmenta, Fruhstorfer, 1917
- Parnassius mnemosyne cassiensis, Siepi, 1909
- Parnassius mnemosyne caucasica, F. Bryk, 1913
- Parnassius mnemosyne caucasius, Verity, 1845
- Parnassius mnemosyne cayollensisk, Dujardin, 1967
- Parnassius mnemosyne ceuzensis, Eisner, 1974
- Parnassius mnemosyne cibinensis, Dannehl, 1933
- Parnassius mnemosyne clorinda, Kolar & Querci, 1937
- Parnassius mnemosyne clunulata, F. Bryk & Eisner, 1932
- Parnassius mnemosyne compositus, F. Bryk & Eisner, 1932
- Parnassius mnemosyne coreana, Watari, 1934
- Parnassius mnemosyne culutensis, Eisner & Krusek 1983
- Parnassius mnemosyne cupido, F. Bryk & Eisner, 1934
- Parnassius mnemosyne czekelii, F. Bryk & Eisner
- Parnassius mnemosyne daghestanus, F. Bryk & Eisner, 1934
- Parnassius mnemosyne danilovi, Bang-Haas, 1934
- Parnassius mnemosyne dejotaurus, Fruhstorfer, 1919
- Parnassius mnemosyne delgranprincipe, F. Bryk, 1912
- Parnassius mnemosyne demaculatus, H. Fruhstorfer, 1908
- Parnassius mnemosyne dentschi, F. Bryk
- Parnassius mnemosyne dioszeghyi, F. Bryk, 1930
- Parnassius mnemosyne discusapertus, Eisner, 1963
- Parnassius mnemosyne distinctus, F. Bryk & Eisner, 1930
- Parnassius mnemosyne drenowskyi, F. Bryk & Eisner, 1934
- Parnassius mnemosyne drueti, Dufrane, 1946
- Parnassius mnemosyne duklensis, Chrostowski, 1964
- Parnassius mnemosyne ekplektus, Rütimeyer, 1968
- Parnassius mnemosyne elbursia, Eisner, 1937
- Parnassius mnemosyne elisabethae, F. Bryk & Eisner, 1934
- Parnassius mnemosyne estonicus, F. Bryk, 1922
- Parnassius mnemosyne eubalcanicus, Eisner, 1937
- Parnassius mnemosyne excelsus, R. Verity, 1910
- Parnassius mnemosyne falsus, Pagenstecher, 1911
- Parnassius mnemosyne farsica, Bang-Haas, 1938
- Parnassius mnemosyne fasseliana, Fruhstorfer, 1921
- Parnassius mnemosyne flavoocellata, F. Bryk & Eisner, 1939
- Parnassius mnemosyne flavocentrata, F. Bryk & Eisner, 1934
- Parnassius mnemosyne gavaruki
- Parnassius mnemosyne genuina, F. Bryk, 1921
- Parnassius mnemosyne geographische, Dannehl, 1929
- Parnassius mnemosyne giganteus, Staudinger, 1886
- Parnassius mnemosyne grundi, F. Bryk & Eisner, 1932
- Parnassius mnemosyne hartmanni, Standfuss, 1888
- Parnassius mnemosyne hassicus, Pagenstecher, 1911
- Parnassius mnemosyne hercynianus, Pagenstecher, 1911
- Parnassius mnemosyne honiana, Hering, 1934
- Parnassius mnemosyne hungaricus, Rotschild, 1909
- Parnassius mnemosyne hunti, Dujardin, 1967
- Parnassius mnemosyne insulata, Dannehl, 1933
- Parnassius mnemosyne intermediatus, F. Bryk & Eisner, 1931
- Parnassius mnemosyne irena, Fruhstorfer, 1923
- Parnassius mnemosyne kassaënsis, F. Bryk & Eisner, 1932
- Parnassius mnemosyne karjala, F. Bryk,1911
- Parnassius mnemosyne kocaki, Eisner, 1978
- Parnassius mnemosyne korbi, F. Bryk
- Parnassius mnemosyne kornutensis, Chrostowski, 1964
- Parnassius mnemosyne kromeri, Schröder, 1975
- Parnassius mnemosyne krzikallai, Hering, 1932
- Parnassius mnemosyne leonhardianus, Fruhstorfer, 1903
- Parnassius mnemosyne libanoticus, F. Bryk, 1914
- Parnassius mnemosyne litavius, F. Bryk, 1913
- Parnassius mnemosyne litawicus
- Parnassius mnemosyne livoconsis, Chrostowski, 1964
- Parnassius mnemosyne lysandra, H. Fruhstorfer, 1921
- Parnassius mnemosyne matuta, Bryk, 1922
- Parnassius mnemosyne melania, Honrath, 1885
- Parnassius mnemosyne melas, Honrath, 1885
- Parnassius mnemosyne memnon, F. Bryk & Eisner, 1934
- Parnassius mnemosyne mesoleucus, H. Fruhstorfer, 1917
- Parnassius mnemosyne minor, Rebel & Rogenhofer, 1893
- Parnassius mnemosyne mixtus, H. Fruhstorfer, 1922
- Parnassius mnemosyne mneme, F. Bryk & Eisner, 1932
- Parnassius mnemosyne mnemosyne, L. 1758
- Parnassius mnemosyne montdorensis, Kolar, 1943
- Parnassius mnemosyne monulorensis, Kolar, 1943
- Parnassius mnemosyne nigrocostalis, Eisner, 1954
- Parnassius mnemosyne nivalis, Grose-Smith, 1908
- Parnassius mnemosyne noacki, Eisner, 1968
- Parnassius mnemosyne nordströmi, F. Bryk, 1940
- Parnassius mnemosyne nubilosus, H. F. Christoph, 1873
- Parnassius mnemosyne ochraceus, Austaut, 1891
- Parnassius mnemosyne orientalis, R. Verity, 1911
- Parnassius mnemosyne orminion, H. Fruhstorfer, 1917
- Parnassius mnemosyne osiliensis, Viidaleep, 1966
- Parnassius mnemosyne ozalensis, Gomez Bustillo & Gomez de Aizpurua, 1977
- Parnassius mnemosyne parmenides, H. Fruhstorfer, 1908
- Parnassius mnemosyne parnassius, Bryk, 1932
- Parnassius mnemosyne parvisi, Verity & Turati, 1911
- Parnassius mnemosyne parvus, Stichel, 1907
- Parnassius mnemosyne perkele, F. Bryk, 1921
- Parnassius mnemosyne pfeifferi, F. Bryk & Eisner, 1931
- Parnassius mnemosyne phaiohyalinus, Rütimeyer, 1969
- Parnassius mnemosyne poppii, F. Bryk, 1912
- Parnassius mnemosyne postintercubitalis, Bryk & Eisner, 1937
- Parnassius mnemosyne praniessi, Hoffmann, 1950
- Parnassius mnemosyne problematicus, F. Bryk, 1912
- Parnassius mnemosyne pseudonubilosus, R. Verity, 1910
- Parnassius mnemosyne psyche, Eisner, 1936
- Parnassius mnemosyne puschlavensis, Eisner 1958
- Parnassius mnemosyne pyrenaiana, F. Bryk, 1912
- Parnassius mnemosyne pyraenaica, Turati, 1907
- Parnassius mnemosyne pythania, Staudinger & Bang-Haas, 1919
- Parnassius mnemosyne radiomarginata, F. Bryk & Eisner, 1931
- Parnassius mnemosyne relictelam, Betti, 1989
- Parnassius mnemosyne rencurelensis, Vergely & Willien, 1972
- Parnassius mnemosyne republicanus, Peebles & Bryk, 1931
- Parnassius mnemosyne resoviensis, Chrostowski, 1964
- Parnassius mnemosyne rjabovi, Sheljuzhko, 1935
- Parnassius mnemosyne rogervarleti, Eisner & Epstein, 1968
- Parnassius mnemosyne sarafschanus, Bryk & Eisner, 1932
- Parnassius mnemosyne sandecetisis, Chrostowski, 1964
- Parnassius mnemosyne sbordonii, Eisner & Racheli, 1971
- Parnassius mnemosyne schillei, F. Bryk, 1922
- Parnassius mnemosyne schweigeri, Eisner, 1966
- Parnassius mnemosyne serbicus, F. Bryk & Eisner, 1932
- Parnassius mnemosyne sheljuzhkoi, F. Bryk, 1912
- Parnassius mnemosyne siegeli, Gonner, 1929
- Parnassius mnemosyne silesiacus, H. Fruhstorfer, 1908
- Parnassius mnemosyne silesianus, H. Fruhstorfer, 1908
- Parnassius mnemosyne similis, F. Bryk & Eisner, 1932
- Parnassius mnemosyne sire, F. Bryk, 1922
- Parnassius mnemosyne sitowskii, Chrostowski, 1964
- Parnassius mnemosyne slovakiensis, Eisner, 1969
- Parnassius mnemosyne strix, Bryk, 1914
- Parnassius mnemosyne submonenesis, Dannehl, 1929
- Parnassius mnemosyne subnubilosus, F. Bryk, 1914
- Parnassius mnemosyne syrus, R. Verity, 1905
- Parnassius mnemosyne tadschikistanus, Bryk, 1932
- Parnassius mnemosyne talboti, F. Bryk, 1932
- Parnassius mnemosyne taleschensis, Ebert, 1975
- Parnassius mnemosyne taygetana, F. Bryk & Eisner, 1939
- Parnassius mnemosyne teberdaensis,Eisner, 1954
- Parnassius mnemosyne teleschensis, Ebert, 1975
- Parnassius mnemosyne temora, H. Fruhstorfer, 1922
- Parnassius mnemosyne tergestus, H. Fruhstorfer, 1910
- Parnassius mnemosyne thaleia, H. Fruhstorfer, 1916
- Parnassius mnemosyne thebaida, H. Fruhstorfer, 1922
- Parnassius mnemosyne timanicus, Eisner & Sedych, 1964
- Parnassius mnemosyne tjumensis, Kreuzberg, 1989
- Parnassius mnemosyne transsylvanica, Schmidt, 1930
- Parnassius mnemosyne tubulus, H. Fruhstorfer, 1908
- Parnassius mnemosyne turatii, H. Fruhstorfer, 1908
- Parnassius mnemosyne tzvetajevi, Eisner, 1974
- Parnassius mnemosyne ucrainicus, F. Bryk, 1932
- Parnassius mnemosyne ugrjumovi, F. Bryk, 1914
- Parnassius mnemosyne ugrofennicus, F. Bryk, 1913
- Parnassius mnemosyne isultrabella, Fruhstorfer, 1922
- Parnassius mnemosyne umbratilis, Gonner, 1929
- Parnassius mnemosyne uralka, F. Bryk, 1921
- Parnassius mnemosyne urartu
- Parnassius mnemosyne valentinae, Sheljuzhko, 1943
- Parnassius mnemosyne variabilis, Turati, 1919
- Parnassius mnemosyne ventidius, H. Fruhstorfer, 1923
- Parnassius mnemosyne vernetanus, H. Fruhstorfer, 1908
- Parnassius mnemosyne veselyi, Zelný, 1957
- Parnassius mnemosyne vivaricus, Bernardi & Viette, 1961
- Parnassius mnemosyne wagneri, F. Bryk 1925
- Parnassius mnemosyne weidingeri, F. Bryk & Eisner, 1932
- Parnassius mnemosyne whyatti, Waldeck, 1976

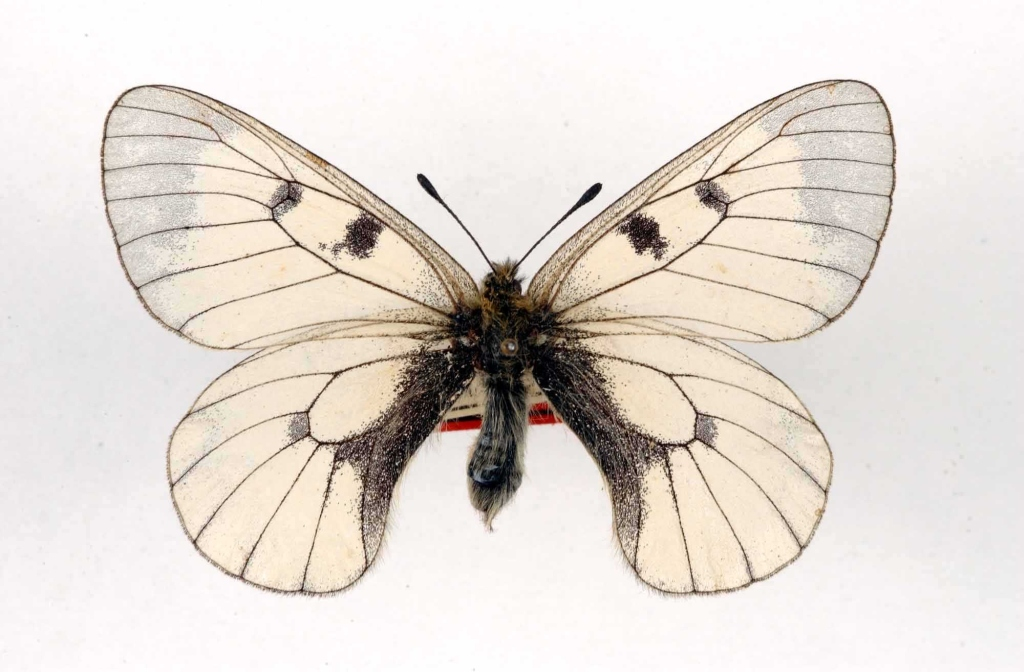
Parnassius mnemosyne adamellicus
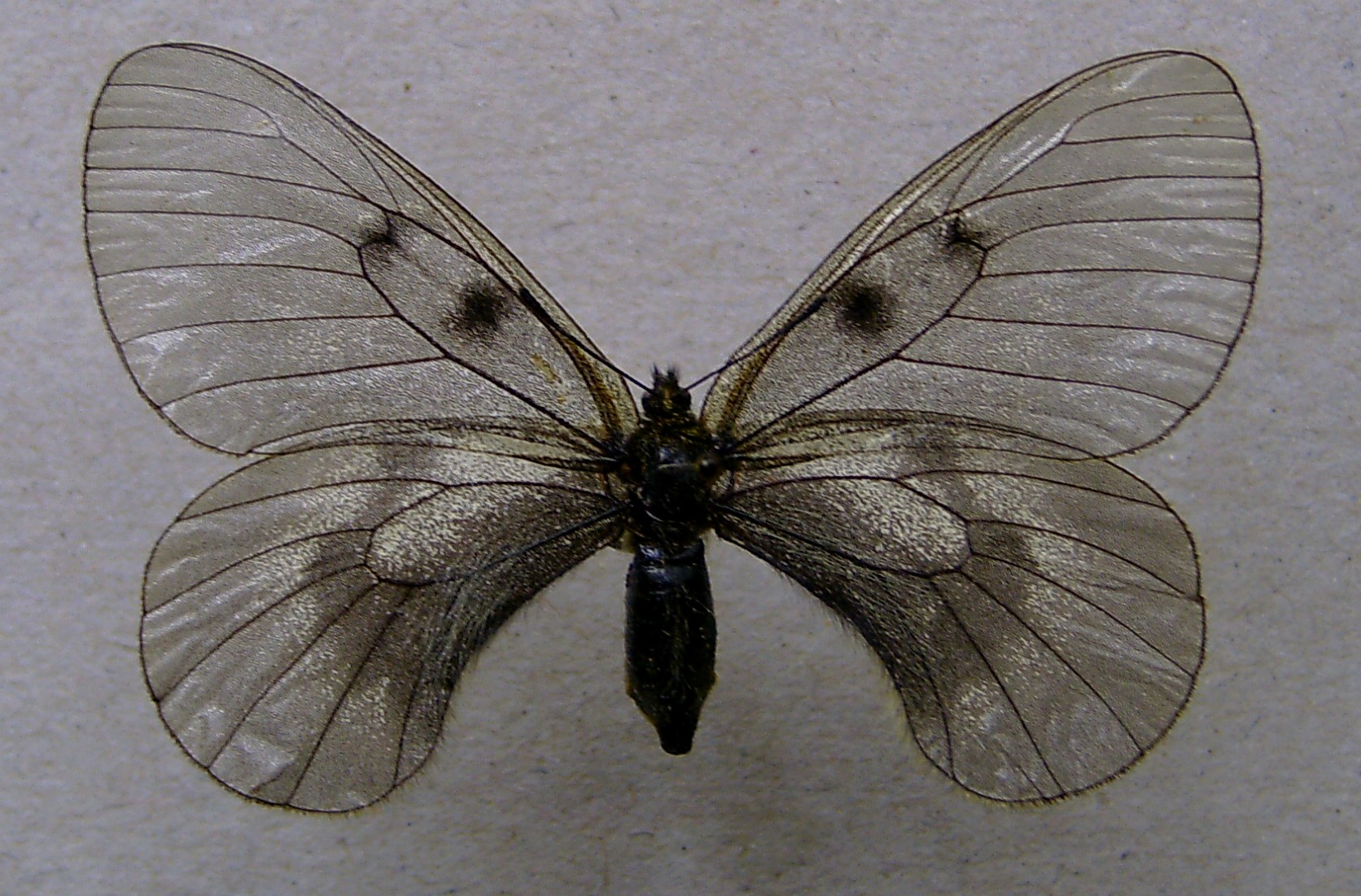
Parnassius mnemosyne hartmanni, ♀, si notano le ali quasi totalmente trasparenti, tipiche della femmina della sottospecie
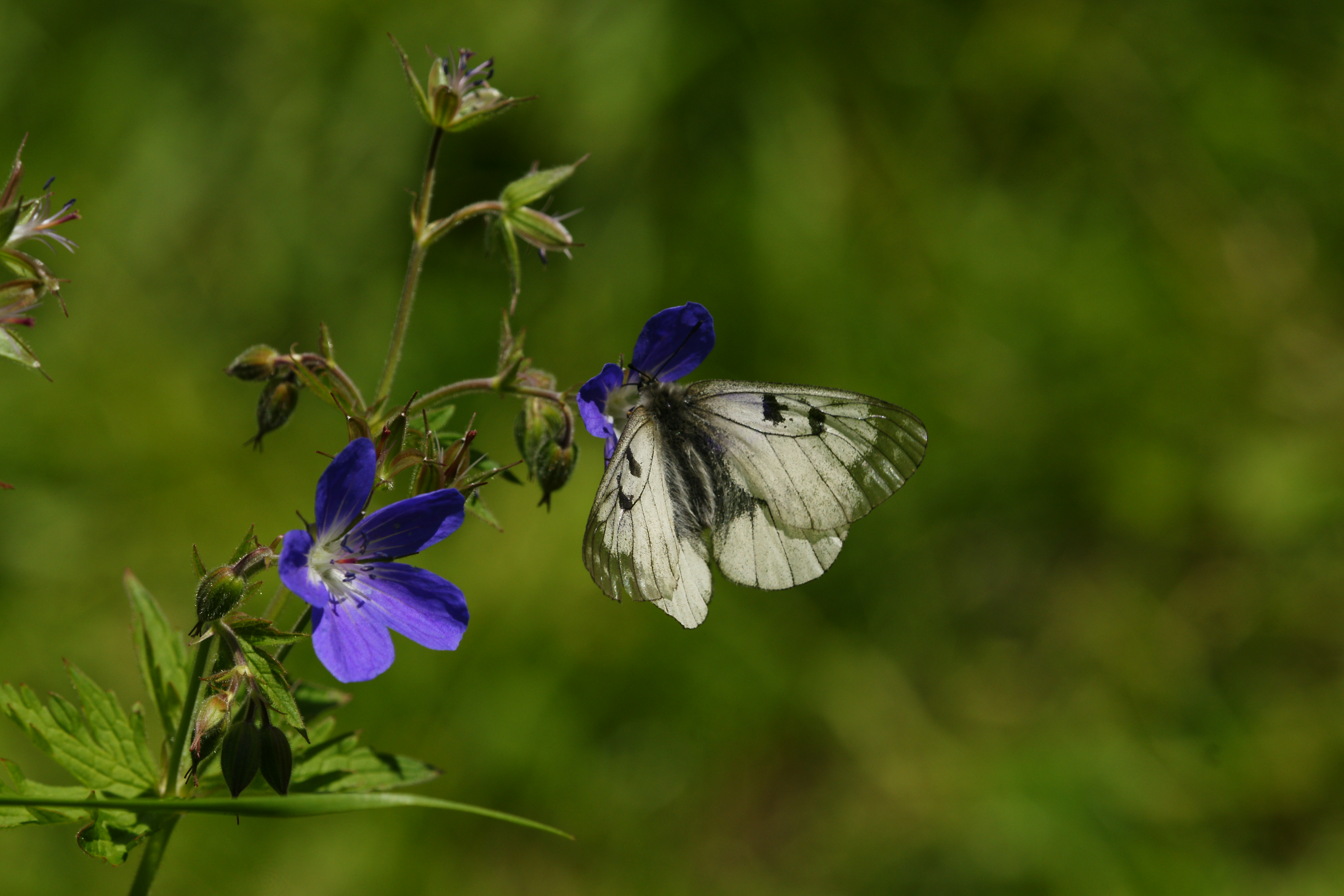